# كاثرين أيريس
كاثرين أيريس (بالإنجليزية: Katherine Ayres)‏ هي كاتبة للأطفال وكاتِبة أمريكية، ولدت في 1948 في كولومبوس في الولايات المتحدة.